# خلل التكنولوجيا
خلل التكنلوجيا عبارة عن مسلسل تلفزيوني رسوم متحركة أمريكي أنشأه اريك روبلز ودان ميلانو لصالح نيكلودين.  تم عرض المسلسل لأول مرة في 21 فبراير 2020 على نيتفلكس
.

## فرضية
تركز خلل التكنلوجيا على اثنين من المراهقين، هيكتور نيفيس وميكو كوبوتا، اللذين يعملان في متجر للألعاب كواجهة أمام وظيفتهما الفعلية ؛ تقاتل وحوش ألعاب الفيديو التي وجدت طريقها إلى العالم الحقيقي.

## المصبوب
- ريكاردو هورتادو في دور هيكتور نيفيس / هاي فايف، صديق حميم يبلغ من العمر 13 عامًا مع ميكو
- مونيكا راي في دور ميكو كوبوتا / مي كو، البالغة من العمر 14 عامًا وهي أمريكية يابانية تتميز بالرياضية وفرط النشاط
- لوك يونج بلود في دور ميتش ويليامز، وهو لاعب أسود بريطاني موهوب ولكنه متعجرف ومتنافس مع هيكتور وميكو
- سانديب باريك بدور هانيش
- زهرة فضل في دور زهرة
- جوش سوسمان في دور بيرجي
- اريك لوبيز في دور بابي
- دان ميلانو دور BITT
- سكوت كريمر في دور فيل

## إنتاج
يتم إنتاج خلل التكنلوجيا بواسطة استديو نيكلودين للرسوم المتحرك في الولايات المتحدة، مع خدمات الرسوم المتحركة المقدمة من Top Draw Animation والمساعدة من Maven استديو انميشن في كوريا الجنوبية. في 12 كانون الثاني (يناير) 2019 ، تم الإبلاغ عن توقف الإنتاج في السلسلة وتم تسريح أفراد الطاقم. ومع ذلك، قال روبلز في وقت لاحق أن Glitch Techs لم يتم إلغاؤها. 
في أوائل عام 2020 ، تم التأكيد على أن السلسلة انتقلت إلى Netflix ، وستعرض لأول مرة في 21 فبراير 2020.   

## روابط خارجية
- خلل التكنولوجيا على موقع IMDb (الإنجليزية)
- خلل التكنولوجيا على موقع روتن توميتوز (الإنجليزية)
- خلل التكنولوجيا على موقع نتفليكس (الإنجليزية)
- خلل التكنولوجيا على موقع كينوبويسك (الروسية)
- خلل التكنولوجيا على موقع ألو سيني (الفرنسية)
- خلل التكنولوجيا على موقع قاعدة بيانات الفيلم (الإنجليزية)
- الموقع الرسمي
 at Netflix
- خلل التكنولوجيا  في قاعدة بيانات الأفلام على الإنترنت (بالإنجليزية)